# اوکسمال
اوکسمال یک شهر باستانی تمدن مایا از دوره کلاسیک در مکزیک امروزی است. این یکی از مهم‌ترین محوطه باستانی فرهنگ مایا، در کنار محوطه‌های پالنکه، چیچن ایتزا، کالاکمول در مکزیک و کاراکول و سونانتونیک در بلیز و نیز تیکال در گواتمالا است. این محوطه باستانی در ناحیه یوک و در ۶۲ کیلومتری جنوب شهر مریدا در ایالت یوکاتان واقع در شبه جزیره یوکاتان شرقی قرار دارد و یکی از شهرهای مهم تمدن مایا است که سبک معماری غالب ناحیه را به نمایش می‌گذارد. این شهر باستانی، به عنوان یک سایت میراث جهانی در یونسکو شناسایی و ثبت شده‌است. 
راه‌های باستانی به نام ساکبه (به معنای راه سفید)، ساختمان‌های این محوطه باستانی را به‌هم متصل می‌کنند. همچنین این راه‌ها به شهرهای دیگر مرتبط با تمدن مایا مانند چیچن ایتزا در مکزیک، کاراکول و سونانتونیک در بلیز و نیز تیکال در گواتمالا می‌روند. از مهم‌ترین ساختمان‌های این محوطه باستانی می‌توان به هرم جادوگر (با نام تاریخی آدیوینو (انگلیسی: Adivino)) (ساخته‌شده در پنج طبقه) و کاخ فرمانده (با مساحت ۱۲۰۰ متر مربع) اشاره کرد. 

## ریشه نامگذاری
به نظر می رسد نام فعلی این شهر باستانی ریشه‌گرفته از اُکسمال(انگلیسی: Oxmal) به معنی «سه‌بار ساخته‌شده» باشد؛ که این به نظر می‌رسد به تاریخ قدیم سایت و زمانی که مجبور به بازسازی آن بودند اشاره دارد. یکی دیگر از احتمالات، ریشه‌گیری نام منطقه از اوچمال (انگلیسی: Uchmal) است که به معنی «آنچه که می‌آید، آینده» هست. بر اساس روایت‌های محلی، این یک «شهر نامرئی» بوده‌است که در یک شب توسط جادوی پادشاه دورف‌ها (کوتوله‌ها) ساخته‌شد. 

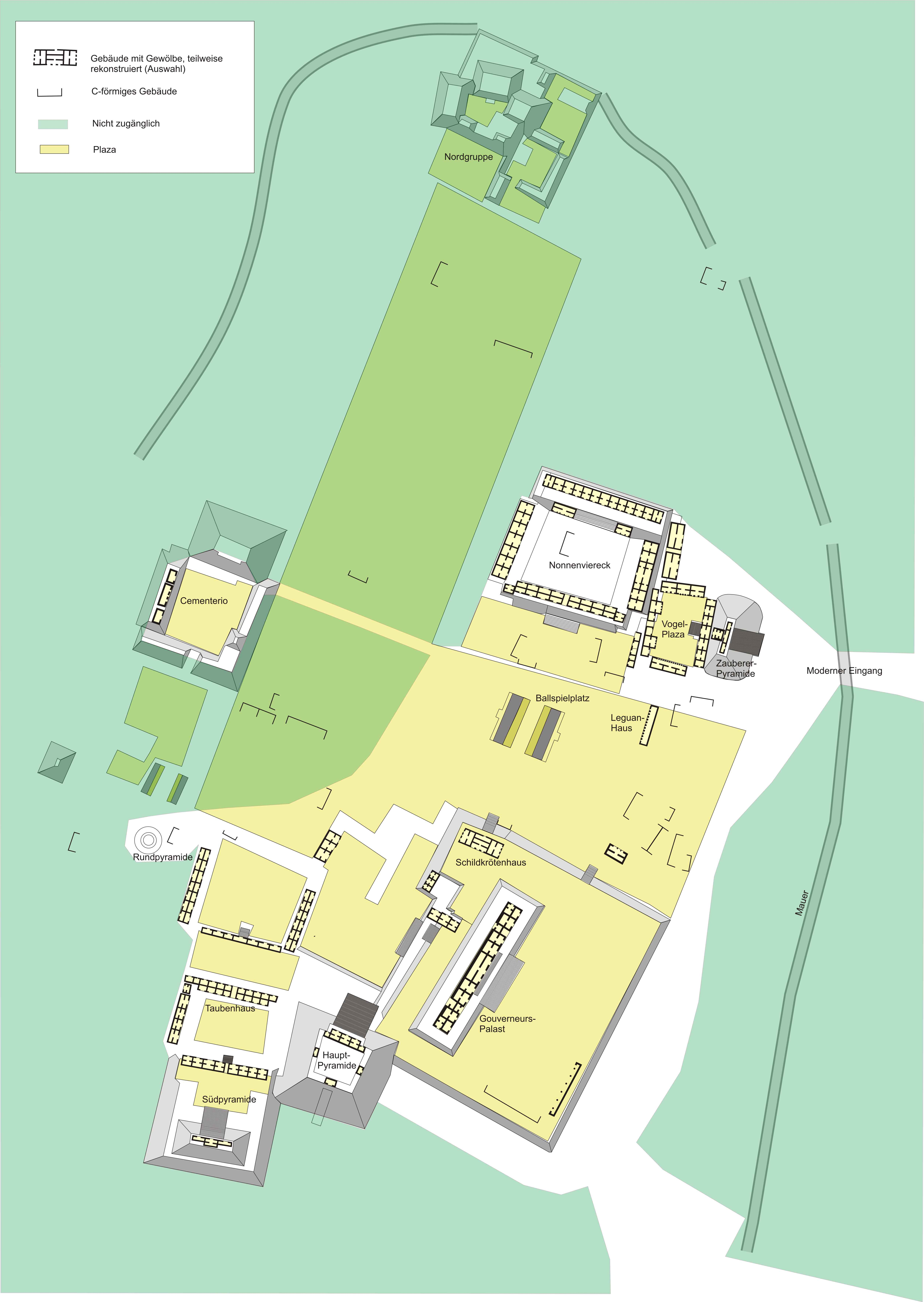
نقشه بخش مرکزی اوکسمال